# 福祉高等学校
福祉高等学校（ふくしこうとうがっこう）とは、日本の主に福祉についての専門技術や知識を習得するために「福祉に関する学科」（福祉学科）が設置されている高等学校のことである。

## 概要
「福祉に関する学科」は普通科などに併設されることが多いため、設置していても「福祉高等学校」と呼ばれることは少ない。
学校名に「福祉」を含む例としては、埼玉県立誠和福祉高等学校、神奈川県立二俣川看護福祉高等学校などがある。また、大分県立野津高等学校は、学校名に「福祉」を含まないが、2003年から2014年の閉校まで福祉科のみの単科高等学校となっていた。
なお、「福祉に関する学科」を卒業した場合、介護福祉士の受験資格を取得できる。

## おもな設置学科
多くの福祉高等学校で設置されている学科には、次のようなものがある。
- 福祉科
- 社会福祉科